# Càrrega (física)

Símbol d'una càrrega positiva (elèctrica): un cercle o bola vermella amb un signe més.

Símbol d'una càrrega negativa (elèctrica): un cercle o bola blau amb un signe menys.

En física, una càrrega és qualsevol de moltes quantitats diferents, com ara la càrrega elèctrica en electromagnetisme o la càrrega de color en cromodinàmica quàntica. Les càrregues corresponen als generadors invariants en el temps d'un grup de simetria, i concretament, als generadors que commuten amb l'Hamiltonià. Els càrrecs sovint es denoten per {\displaystyle Q} i, per tant, la invariància de la càrrega correspon al commutador de desaparició {\displaystyle [Q,H]=0}, on {\displaystyle H} és l'Hamiltonià. Així, les càrregues s'associen amb nombres quàntics conservats; aquests són els valors propis del generador {\displaystyle Q}.

## Definició abstracta
De manera abstracta, una càrrega és qualsevol generador d'una simetria contínua del sistema físic objecte d'estudi. Quan un sistema físic té algun tipus de simetria, el teorema de Noether implica l'existència d'un corrent conservat. El que "flueix" en el corrent és la "càrrega", la càrrega és el generador del grup de simetria (local). Aquesta càrrega de vegades s'anomena càrrega Noether.
Així, per exemple, la càrrega elèctrica és el generador de la simetria U(1) de l'electromagnetisme. El corrent conservat és el corrent elèctric.
En el cas de simetries locals i dinàmiques, associada a cada càrrega hi ha un camp gauge; quan es quantifica, el camp gauge es converteix en un bosó gauge. Les càrregues de la teoria "irradien" el camp gauge. Així, per exemple, el camp gauge de l'electromagnetisme és el camp electromagnètic; i el bosó gauge és el fotó.
La paraula "càrrega" s'utilitza sovint com a sinònim tant del generador d'una simetria com del nombre quàntic conservat (valor propi) del generador. Així, deixant que la lletra majúscula Q es refereixi al generador, es té que el generador es comunica amb l'hamiltonià [Q, H] = 0. La commutació implica que els valors propis (en minúscules) q són invariants en el temps:
Així, per exemple, quan el grup de simetria és un grup de Lie, aleshores els operadors de càrrega corresponen a les arrels simples del sistema arrel de l'àlgebra de Lie; la discreció del sistema arrel que té en compte la quantificació de la càrrega. S'utilitzen les arrels simples, ja que totes les altres arrels es poden obtenir com a combinacions lineals d'aquestes. Les arrels generals s'anomenen sovint operadors de pujada i baixada, o operadors d'escala.
Aleshores, els nombres quàntics de càrrega corresponen als pesos dels mòduls de pes més alt d'una representació determinada de l'àlgebra de Lie. Així, per exemple, quan una partícula en una teoria quàntica de camps pertany a una simetria, aleshores es transforma segons una representació particular d'aquesta simetria; el nombre quàntic de càrrega és llavors el pes de la representació.

## Exemples
Diversos nombres quàntics de càrrega han estat introduïts per les teories de la física de partícules. Aquests inclouen els càrrecs del model estàndard:
- La càrrega de color dels quarks. La càrrega de color genera la simetria de color SU(3) de la cromodinàmica quàntica.
- Els nombres quàntics d'isospin febles de la interacció electrofeble. Genera la part SU(2) del SU(2) electrodèbil × simetria U(1). L'isospin feble és una simetria local, els bosons gauge de la qual són els bosons W i Z.
- La càrrega elèctrica per a les interaccions electromagnètiques. En els textos de matemàtiques, de vegades es coneix com a -càrrega d'un mòdul d'àlgebra de Lie.

Tingueu en compte que aquests nombres quàntics de càrrega apareixen al Lagrangià mitjançant la derivada covariant Gauge #Standard_Model.
Càrregues de simetries aproximades:
- Les càrregues isospin fortes. Els grups de simetria és la simetria de sabor SU(2); els bosons gauge són els pions. Els pions no són partícules elementals, i la simetria és només aproximada. És un cas especial de simetria de sabor.
- Altres càrregues de sabor a quark, com ara estranyesa o encant. Juntament amb l'isospin esmentat anteriorment, aquests generen la simetria global del sabor SU(6) de les partícules fonamentals; aquesta simetria està molt trencada per les masses dels quarks pesats. Els càrrecs inclouen la hipercàrrega, la càrrega X i la hipercàrrega feble.

Càrregues hipotètiques de les ampliacions del model estàndard:
- La hipotètica càrrega magnètica és una altra càrrega en la teoria de l'electromagnetisme. Les càrregues magnètiques no es veuen experimentalment en experiments de laboratori, però estarien presents per a teories que inclouen els monopols magnètics.

- La sobrecàrrega es refereix al generador que fa girar els fermions en bosons, i viceversa, en la supersimetria.

- La càrrega central de l'àlgebra de Virasoro, de vegades anomenada càrrega central conformal o anomalia conformal. Aquí, el terme "central" s'utilitza en el sentit de centre en teoria de grups: és un operador que es comunica amb tots els altres operadors de l'àlgebra. La càrrega central és el valor propi del generador central de l'àlgebra; aquí, és el tensor energia-impuls de la teoria del camp conformal bidimensional.

En gravitació:
- Els valors propis del tensor energia-impuls corresponen a la massa física.